# Kraljeva Sutjeska
Kraljeva Sutjeska je naseljeno mjesto u općini Kakanj, Federacija Bosne i Hercegovine, BiH.

## Zemljopis
Kraljeva Sutjeska udaljena je od Kaknja 12 km, idući prema sjeveroistoku. Središte i starije naselje se nalazi u elipsastoj kotlini koju je formirala rječica Trstionica, ispod brda Teševa. Zato je mjesto i dobilo naziv Sutjeska.

## Povijest
Kraljeva Sutjeska zajedno s tvrđavom Bobovac je bila sjedište dvaju bosanskih kraljeva dinastije Kotromanića Tomaša i Tvrtka. Potkraj 14. stoljeća spominje se kao Sutiska. 1340. ovdje je osnovan franjevački samostan, duhovno i kulturno središte ovog kraja. Više puta doživio je paljenja i rušenja. 
Bosna je u XIV. i XV. stoljeću doživjela snažan kulturni uspon, a jedan izrazito kulturni krug imao je svoje središte na Bobovcu i u Kraljevoj Sutjesci. Iz pisanih tragova iz XIV. stoljeća saznajemo da je Sutjeska bila tada već formirano naselje varoškog tipa i da je bila u izvjesnom smislu predgrađem Bobovca. Kraj Sutiske je bila kraljevska palača s dvorskom kapelom. 1463. Osmanlije su ju zauzeli. Prije nego što je Austro-Ugarska dala mjestu naziv Kraljeva Sutjeska u starijim dokumentima, u XIV. stoljeću susreće se naziv "Curia bani", što u prijevodu znači Banski dvor. Naime prije krunidbe kralja Tvrtka (1377.), u Milama, bosanskom su državom vladali banovi (Kulin, Prijezda, Stjepan Kotromanić).
Kuća Ive Duspera – Nacionalni spomenik BiH, nalazi se u naselju Prijeko na desnoj obali rječice Trstivnica u dijelu u kojem je situirana čaršija s ćepenecima.U kotlini rječice Trstionica (Trstivnice), nalazi se naselje Sutjeska (Sutiska, Kraljeva Sutjeska), značajno središte jednog od kulturnih krugova srednjovjekovne Bosne. Područje od današnjeg naselja Čatići prema Kraljevoj Sutjesci, pa i dalje, činilo je prostorni obuhvat srednjovjekovne župe Trstivnice.

## Stanovništvo

### Turski popis stanovništva 1468./1469.
| Stanovništvo Kraljeve Sutjeske 1468./1469. |           |           |         |       |                 |
| godina                                     | broj sela | broj kuća | odrasli | djeca | broj stanovnika |
| 1468./1469.                                | /         | /         | /       | /     | oko 500         |

### Popis katolika u Kraljevoj Sutjesci 1743.
- broj sela: 23
- broj kuća: 204
- odrasli: 1415
- djeca: 486
- ukupno stanovnika: 1901[3]

### Popisi 1971. – 1991.
| Kraljeva Sutjeska  |               |               |               |
| godina popisa      | 1991.         | 1981.         | 1971.         |
| Hrvati             | 752 (88,26 %) | 692 (84,49 %) | 764 (88,32 %) |
| Muslimani          | 45 (5,28 %)   | 54 (6,59 %)   | 64 (7,39 %)   |
| Srbi               | 2 (0,23 %)    | 11 (1,34 %)   | 28 (3,23 %)   |
| Jugoslaveni        | 29 (3,40 %)   | 59 (7,20 %)   | 3 (0,34 %)    |
| ostali i nepoznato | 24 (2,81 %)   | 3 (0,36 %)    | 6 (0,69 %)    |
| ukupno             | 852           | 819           | 865           |

### Popis 2013.
| Kraljeva Sutjeska  |               |
| godina popisa      | 2013.         |
| Bošnjaci           | 22 (8,87 %)   |
| Hrvati             | 214 (86,29 %) |
| Srbi               | 2 (0,81 %)    |
| ostali i nepoznato | 10 (4,03 %)   |
| ukupno             | 248           |

## Znamenitosti
Ovo naselje je najpoznatije po franjevačkom samostanu. Osim samostana ovdje se nalazi i Dusper kuća, najstarija kuća u središnjoj Bosni, a potječe iz ranog 18. stoljeća. Kuća je nacionalni spomenik i nalazi se pod zaštitom države. Restauracija još uvijek nije izvršena, ali je kuća ipak otvorena za javnost i predstavlja izvanredan primjer autentične bosanske arhitekture. Osim ove kuće na ulazu u mjesto nalazi se jedna od najstarijih bosanskohercegovačkih džamija koja je po predaji sagrađena za samo nekoliko dana i nakon toga nikad više nije bila popravljana i održavana.
Samostan i franjevačku crkvu muslimanski ekstremisti više puta su oskvrnuli i obeščastili u bošnjačko-muslimanskoj agresiji na Hrvate Srednje Bosne.
Na brdu Grgurevu blizu samostana nalaze se temelji staroga kraljevskog dvora iz vremena prije osmanske okupacije Bosne. Pokraj kraljevske palače su ostatci crkve tj. dvorske kapele sv. Grgura, vjerojatno građene u gotičkom stilu. 

## Religija
Kraljeva Sutjeska sjedište je Sutješkog dekanata Vrhbosanske nadbiskupije Rimokatoličke crkve. Župu pastoriziraju franjevci Bosne Srebrene. U župi djeluju i Školske sestre franjevke Bosansko-hrvatske provincije. U župi je više groblja, 19 kapela i četiri područne crkve. U samoj Kraljevoj Sutjesci je groblje Trgovište.

### Šematizmi Katoličke crkve
Prema Šematizmu za 1961. godinu, a sobzirom na podatke iz 1959., u župi sv.Ivana Krstitelja u Kraljevoj Sutjesci, koju pastoriziraju franjevci, bila su ova naselja: Kraljeva Sutjeska  (398 katolika), Aljinići (705), Bijelo Polje (222), Bištrani (155), Bjelavići (567), Bradaši (9), Bulčići (226), Ćatići (509), Dobrinje (61), Drenovik (24), Gora (321), Govedovići (69), Grmače (82), Klanac (89), Kopjari (145), Kovači (40), Kučukovići (38), Lipnica (138), Lučići (95), Lukovo Brdo (118), Miljačići (194), Papratno (64), Pavlovići  (163), Pezeri (91), Poljani (745), Poriječani (11), Ratanj (210), Ričica (87), Seoce (426), Slagoščići (64), Slapnica (431), Sridice (74), Šošnje (48), Štitari (82), Teševo (315), Trnovci (280), Turbići (85), Vukanovići (387) i Zajezda (70). Niz cestu Kraljeva Sutjeska – Čatići živio je 191 katolik. Odvajanjem naselja od Kraljeve Sutjeske stvorene su nove kapelanije, a poslije i župe: Zgošća, poslije Kakanj (1920.), Borovica (1922.) i Aljinići (1977.).

## Mediji
- Sutješki vjesnik
- Sutješki radio[8]
- Radio KS[9]

## Poznate osobe
- Krešo Aždajić
- Ivica Šarić
- Dejan Lovren

## Poveznice
- Pokolj u Kraljevoj Sutjesci

## Vanjske poveznice
- Film o Kraljevoj Sutjesci